# Überlingen (Schiff, 1935)
Das Motorschiff Überlingen war ein deutsches Fahrgastschiff, das am 4. Juni 1935 unter dem Namen Deutschland auf dem Bodensee in Dienst gestellt wurde.

## Geschichte
Das für die damalige Zeit moderne Dreideck-Motorschiff war mit einem Voith-Schneider-Antrieb versehen und wurde von Lindau aus überwiegend für KdF-Sonderfahrten eingesetzt. Die Mitglieder des deutschen Reichstages nutzten das Schiff unter anderem zu einer Fahrt zur Insel Mainau. Während die Schalenabmessungen der Deutschland fast identisch mit denen der 1937 in Dienst gestellten Motorschiffe Schwaben und Karlsruhe waren, unterschieden sich die Aufbauten wesentlich: Ihr Steuerhaus erstreckte sich fast über die gesamte Breite des Sonnendecks und durch das Fehlen der seitlich umlaufenden Galerien zugunsten einer höheren Innenraumkapazität wirkte die Deutschland größer und imposanter. Ihr Fassungsvermögen, fast tausend Fahrgäste, entsprach dem eines gesamten Sonderzuges. Charakteristisch für alle drei genannten Schiffe war deren klassisches, formschön geschwungenes Dampferheck, obwohl diese Bauform für den Voith-Schneider-Antrieb nicht optimal war, im Gegensatz zum geraden Spiegelheck, wie bei der Baden, der vierten Schiffseinheit dieser Serie von 1935 bis 1937, den drei Winterschiffen und allen später gebauten Schiffen. Das letzte Doppelschrauben-Motorschiff, die Allgäu, hatte noch ein Kreuzerheck.
Infolge des Treibstoffmangels während des Zweiten Weltkrieges wurde die Deutschland stillgelegt. Wie alle deutschen und österreichischen Bodenseeschiffe erhielt sie einen blau-grauen Tarnanstrich als Schutz vor Fliegerangriffen. In der Nacht vom 25./26. April 1945 wurde die Deutschland mit anderen Lindauer und Bregenzer Schiffen über Rorschach nach Romanshorn in der Schweiz gebracht und dort interniert. Damit entgingen diese Bodenseeschiffe der Zerstörung durch SS-Truppen. Nach Kriegsende übernahmen die französischen Besatzungstruppen das Schiff, benannten es um in Rhin et Danube und verwendeten es unter ihrer Regie wieder für Sonderfahrten.
Nach der Freigabe durch die Besatzungsmacht erhielt es auf deren Drängen hin im Juni 1949 den Namen Lindau und erst mit der Übernahme durch die Deutsche Bundesbahn 1952 wieder den alten Namen Deutschland zurück. Ab 1965 war das Schiff in Konstanz stationiert und wurde vor allem auf dem Überlinger See eingesetzt. Mit dem Freiwerden des Namens durch Ausmusterung der alten Überlingen und anlässlich des 1200-jährigen Bestehens der Stadt Überlingen erhielt die Deutschland am 23. Mai 1970 den Traditionsnamen Überlingen. 1993 wurde die Überlingen zu einem „Bistro-Schiff“ umgebaut. Zum Ende der Saison 2005 wurde sie ausgemustert und von Januar bis Juli 2006 in der Österreichische Schiffswerften AG in Fußach verschrottet.
Die Überlingen war das Bodenseeschiff, das am häufigsten seinen Namen wechseln musste: vier Mal, ohne Berücksichtigung der Aktion, bei der Unbekannte den ersten und die drei letzten Buchstaben des Namens kurzfristig übermalten. Probleme mit dem Namen gab es schon vor dem Stapellauf. Bei der Namensfindung schlug im März 1934 die zuständige Reichsbahndirektion Augsburg der RB-Hauptverwaltung an erster Stelle den Namen Adolf Hitler vor. Die um Stellungnahme gebetene Reichskanzlei hielt den Vorschlag jedoch nicht für opportun.